# Slobodan Živojinović
Slobodan "Boba" Živojinović ( (Beograd, 23. srpnja 1963.) je srbijanski tenisač koji je aktivno igrao od 1981. do 1991. godine za Jugoslaviju odnosno do 1992. za srpsko-crnogorsku federaciju. Najviši plasman na ljestvici tenisača u karijeri mu je 19. mjesto, koje je dosegao 1987. godine.
Završio je profesionalnu karijeru s 2 pojedinačna naslova i 7 naslova u paru kao i jedan osvojeni Grand Slam US Open 1986. u paru s Andrésom Gómezom.
Početkom 1990-ih se vjenčao s pjevačicom narodne glazbe Lepom Brenom.

## Vanjske poveznice
- Slobodan Živojinović na ATP-u